# Сын красного корсара
«Сын Красного корсара» — четвёртый роман из серии «Антильские пираты», созданный в 1908 году известным итальянским автором приключенческой литературы Эмилио Сальгари.

## Сюжет
Повествование разворачивается во вторую половине XVII века, в 1684—1687 годы в Карибском море. После последних событий прошло 13 лет. Энрико ди Вентимилья ди Вальпента и ди Роккабруна — сын Красного корсара, сеявшего страх в испанских колониях Большого Мексиканского залива, с компаньонами баском Мендосе, гасконцем доном Барреко и фламандцем решает покарать виновника смерти своего отца.

## Экранизации
- 1921 — немой фильм «Сын Красного корсара» (итал. Il figlio del Corsaro Rosso) режиссёра Витале де Стефано (Италия)[1]
- 1929 — немой фильм «Сын корсара» (итал. Il figlio del corsaro) режиссёров Роберто Малинверни и Умберто Парадиси (Италия)[2]
- 1943 — «Сын Красного корсара» (итал. Il figlio del corsaro rosso) режиссёра Марко Эльтера (Италия)[3],
- 1959 — «Сын Красного корсара» (итал. Il figlio del corsaro rosso) режиссёр Примо Зеглио, в главной роли: Лекс Баркер. (Италия)[4].

## Переводы на русский язык
- Эмилио Сальгари. Сын Красного корсара / перевод А. Москвина. — М.: Вече, 2015. — С. 7—414. — 416 с. — (Серия исторических романов). — 3000 экз. — ISBN 978-5-9533-4973-4.